# نیترید برلیم
نیترید برلیم (به انگلیسی: Beryllium nitride) با فرمول شیمیایی Be۳N۲ یک ترکیب شیمیایی است. که جرم مولی آن ۵۵٫۰۶ g/mol می‌باشد. شکل ظاهری این ترکیب، پودر سفید یا زرد است.